# Pro Footvolley Tour
El Pro Footvolley Tour es la serie de gira profesional de futvoley más importante de América y posee los derechos exclusivos del Equipo de Estados Unidos.

## Historia
El Pro Footvolley Tour comenzó en 2008 con el primer evento celebrado en Hollywood Beach, Florida. En ese evento, el ex campeón del mundo de la FIFA y estrella brasileña Romario ganó la competencia jugando junto a su compañero Joao Luis. El primer evento fue sancionado por la Asociación de Footvolley de los Estados Unidos (el organismo rector de este deporte en los Estados Unidos).
El evento inicial del Pro Footvolley Tour atrajo a cerca de 5.000 espectadores. El entusiasmo llevó a un paquete de patrocinio más grande y más amplio tanto de la ciudad anfitriona de Hollywood como de Bud Light para 2009. El año siguiente, el torneo se celebró en el marco de un festival más grande que también tuvo un concierto de música. Este evento contó con equipos internacionales de Francia, Italia, Portugal, Brasil y Estados Unidos; al final, otro equipo brasileño salió campeón al vencer a un equipo portugués liderado por Alan Cavalcanti ante multitudes de más de 7.000 personas durante 3 días. Ese éxito impulsó a los organizadores a crear la primera Copa del Mundo del Pro Footvolley Tour en 2010. En 2011, Bud Light Lime intervino como patrocinador nacional y nació el "National Tour". Durante los siguientes años, más fanáticos pudieron ver el Pro Footvolley Tour, ya que pasó de ser simplemente un evento del sur de Florida a uno con paradas en ambas costas. En 2012, el Tour debutó en GOLTV. En 2013, la gira se asoció con las cadenas deportivas regionales de todo el país. Las relaciones exclusivas con las cadenas deportivas regionales llevaron la gira a casi todos los mercados principales de Estados Unidos, a menudo con excelentes franjas horarias antes y después de los partidos de fútbol de la MLS o los juegos de la MLB, y con una frecuencia de transmisión envidiable.

## Fórmula de competencia
El Pro Footvolley Tour modificó algunas de las reglas tradicionales del deporte para hacerlo más atractivo para el público estadounidense que codicia deportes más rápidos y agresivos. La jugada característica del futvoley es el remate frontal con el pie por encima de la cabeza, a menudo denominado "Shark Attack". Los organizadores notaron que esta jugada, con un nivel de emoción similar al de un alley-op en baloncesto, es un poco arriesgada, por lo que los atletas preferían intentarla solo cuando los partidos ya estaban decididos o si esa era la única opción que le quedaba a un jugador atacante. Por lo tanto, el comité de competencia promulgó un nuevo "súper punto", que establecía que un ataque de tiburón exitoso suponía dos puntos en lugar de solo uno. Al principio, los jugadores se quejaron; pero en un corto período de tiempo, el deporte se volvió notablemente más atlético y más emocionante. A los equipos se les permiten tres súper puntos por set como máximo; pero pueden ejecutar tantos como quieran dentro de un partido. Los ataques de tiburón completados después de los tres exitosos cuentan entonces como solo un punto.
Otro aspecto del juego que cambió fue la reducción de la altura de la red a 2,03 m y el tamaño de la cancha a 8,90 m x 17,50 m. Los peloteos se acortaron un poco, pero la acción se hizo más rápida y la potencia se volvió cada vez más importante en la ofensiva.
Los torneos generalmente comienzan con 16 o 12 equipos, con juego de grupo seguido de eliminación directa en la etapa de cuartos de final.

## Apariencia
El equipo nacional masculino de futvoley de Estados Unidos y el equipo nacional masculino de futvoley de Brasil son los únicos equipos que participaron en todas las ediciones del Pro Footvolley Tour.

## Celebridades
El futvóley se ha convertido en el deporte favorito de algunas de las mayores celebridades del fútbol. El Pro Footvolley Tour organizó un evento para Soccer Without Limits 'SWOL' en el que compitieron estrellas internacionales de primer nivel como Jérôme Boateng y Oguchi Onyewu, entre otros, en un intento de crear conciencia sobre el racismo en el fútbol.

## Medios de comunicación

### Cobertura televisiva
Pro Footvolley Tour se transmite por Root Sports, Comcast SportsNet, Time Warner SportsChannel, Bright House Networks, WapaDeportes, CaribVision y beIN Sports. A través de DirecTV Pro Footvolley Tour se puede ver en todo Estados Unidos y Puerto Rico.

### Estados Unidos
Desde 2008, el Pro Footvolley se transmite a nivel nacional por televisión en los EE. UU.